# Strefa czasowa

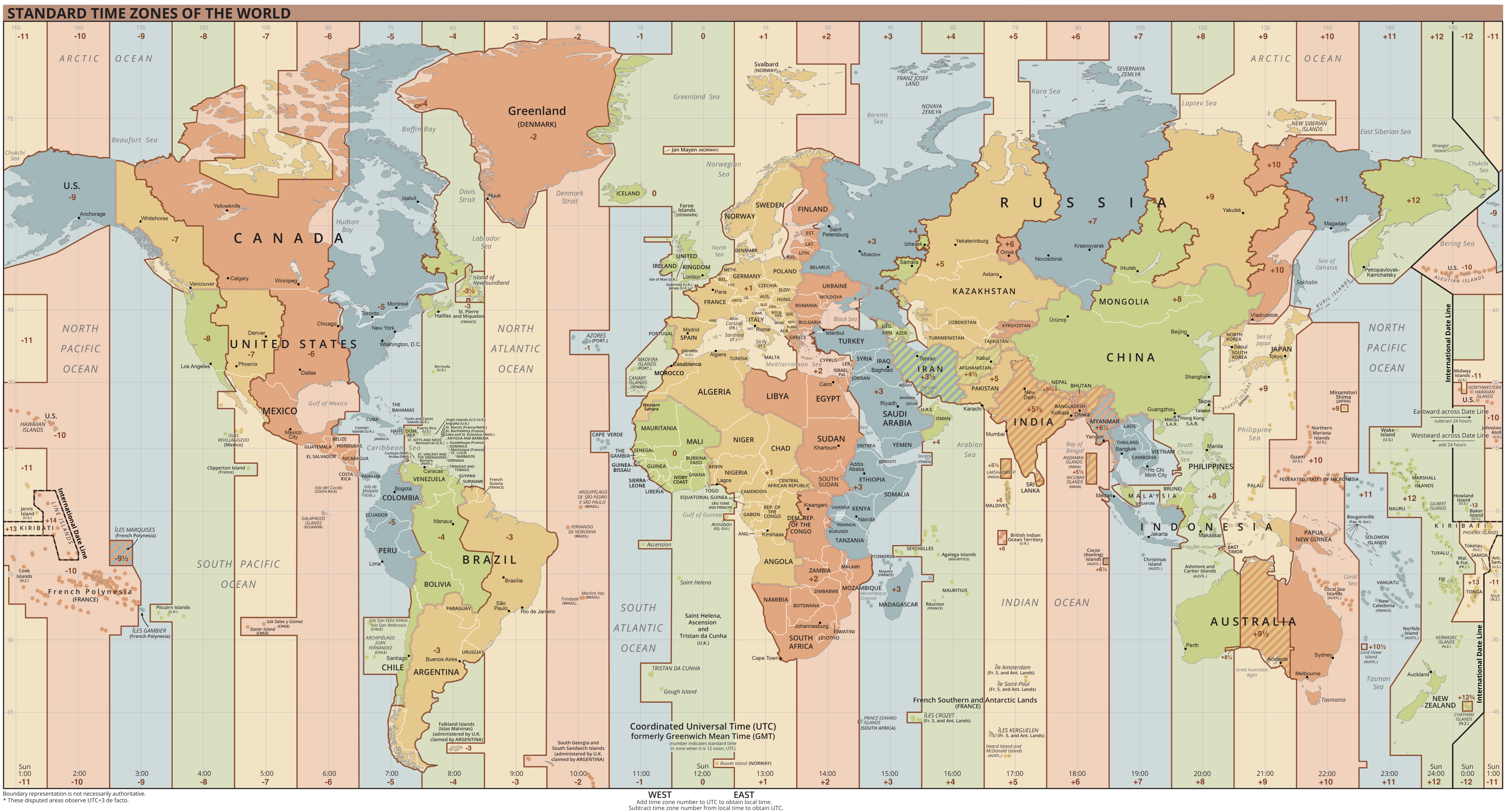
Strefy czasowe na świecie

Strefa czasowa – wytyczony obszar powierzchni Ziemi o szerokości średnio 15° (360°/24) długości geograficznej, rozciągający się południkowo między biegunami, w którym urzędowo obowiązuje jednakowy czas (czas strefowy). Przeważnie jest on średnim czasem słonecznym środkowego południka tej strefy, który różni się o całkowitą liczbę godzin od czasu uniwersalnego. Są jednak wprowadzone urzędowo strefy, w których czas różni się od czasu uniwersalnego o niecałkowitą liczbę godzin.

## Geneza i zasady podziału
± 30 minut
     1 godzina ± 30 minut
     2 godziny ± 30 minut
     3 godziny ± 30 minut
     −1 godzina ± 30 minut
     ± 30 minut
     1 godzina ± 30 minut
     2 godziny ± 30 minut

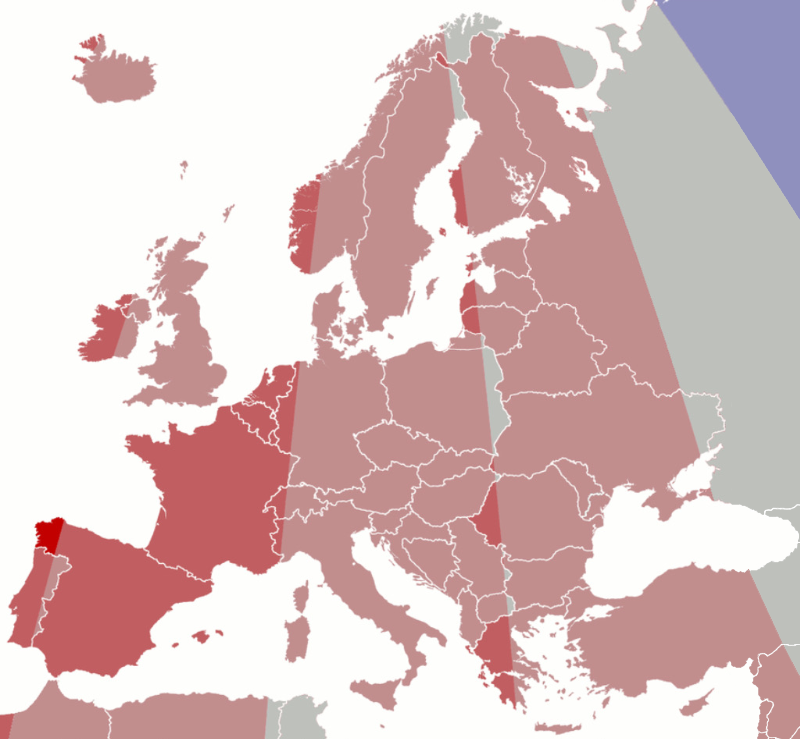
Mapa Europy przedstawiająca różnice między czasem strefowym a słonecznym w lecie
± 30 minut
1 godzina ± 30 minut
2 godziny ± 30 minut
3 godziny ± 30 minut

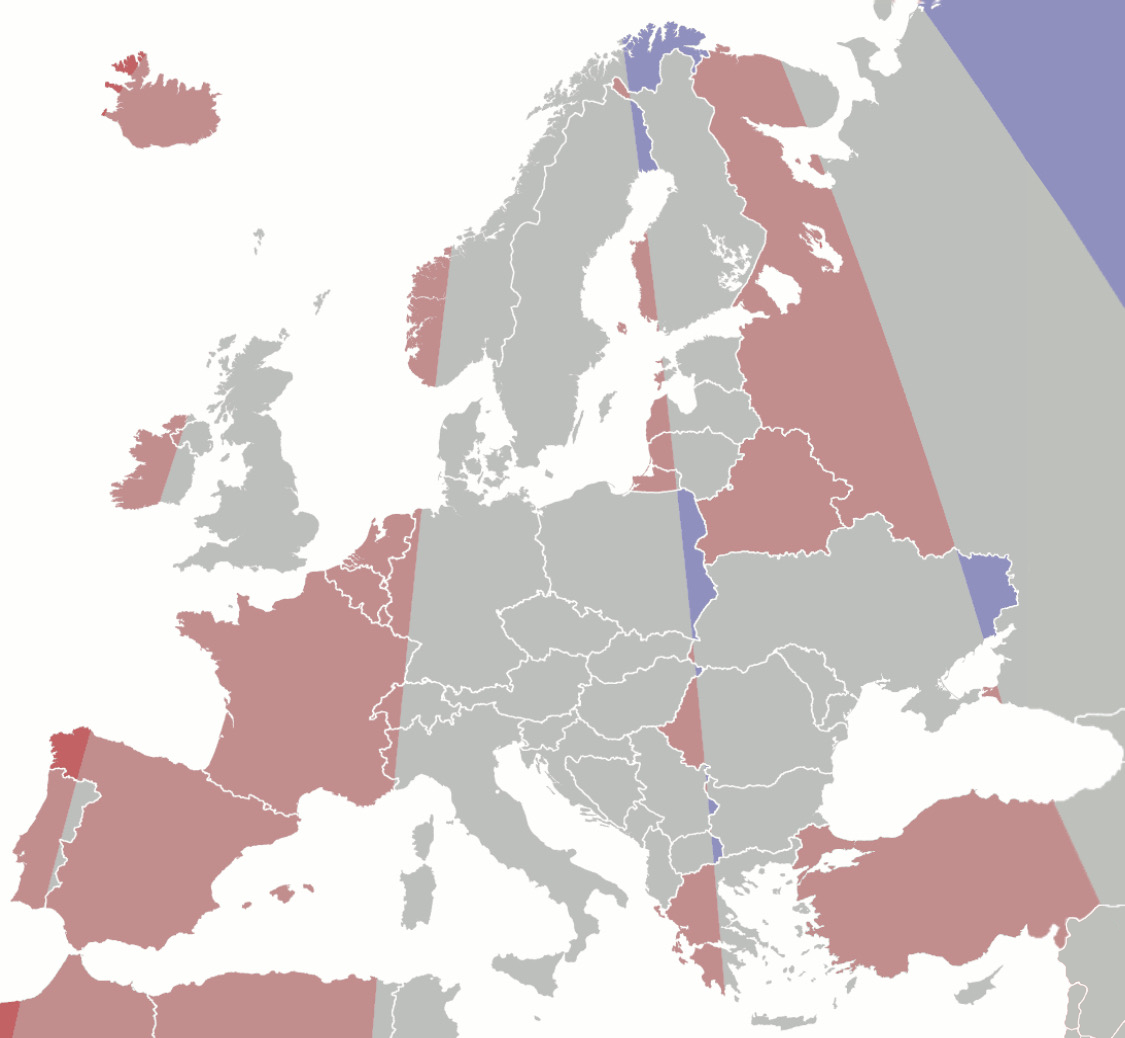
Mapa Europy przedstawiająca różnice między czasem strefowym a słonecznym w zimie
−1 godzina ± 30 minut
± 30 minut
1 godzina ± 30 minut
2 godziny ± 30 minut

Wszystkie punkty położone na tym samym południku mają ten sam czas lokalny (miejscowy). Każda zmiana długości geograficznej powoduje zmianę lokalnego czasu – gdy ludzie zaczęli przemieszczać się coraz częściej i szybciej, stawało się to bardzo niewygodne. Czas uniwersalny i strefy czasowe zostały zaproponowane w 1878 roku przez kanadyjskiego wynalazcę Sandforda Fleminga, zaś wprowadzono je w 1884 roku.
Całą Ziemię podzielono na 24 strefy czasowe o szerokości 15° każda. W praktyce strefy czasowe o granicach wytyczonych przez południki obowiązują jedynie na morzach i oceanach. Na lądach ich kształt jest zmodyfikowany tak, by w małych i średnich państwach obowiązywała tylko jedna strefa czasowa. Większe państwa znajdują się zwykle w kilku strefach czasowych (m.in. Stany Zjednoczone, Kanada, Brazylia, Rosja, Australia), choć nie jest to regułą – w Chinach obowiązuje jedna strefa czasowa, pomimo iż różnica w czasie słonecznym między wschodnimi i zachodnimi prowincjami wynosi ponad 4 godziny.
Poza standardowymi strefami, pomiędzy którymi różnice w czasie mierzone są pełnymi godzinami, istnieją strefy o różnicach rzędu 30 minut (m.in. UTC+3:30 używana w Iranie) lub kwadransu (m.in. UTC+5:45 w Nepalu). W przeszłości funkcjonowały także strefy o bardziej nieregularnych różnicach, jak np. UTC+0:20, stosowana w Holandii przed II wojną światową.
Czas strefowy używany jest również na morzach i oceanach, gdzie zegary przestawia się po przepłynięciu wielokrotności południka 15 stopni. 
Na obowiązującą w danym kraju strefę czasową nierzadko wpływ ma czas stosowany w sąsiednich państwach. Przykładowo Hiszpania i Francja znajdują się w strefie UTC+1:00, wspólnej ze znaczną częścią Europy, choć położone są na długościach geograficznych odpowiadających strefie UTC+0:00. Strefę czasową w Hiszpanii zmieniono z UTC+0:00 na UTC+1:00 po dojściu do władzy gen. Franco, który chciał w ten sposób symbolicznie zbliżyć kraj do nazistowskich Niemiec. Taką samą zmianę wprowadzono we Francji pod naciskiem Hitlera po kapitulacji tego kraju w 1940 r. W Hiszpanii po demokratyzacji kilkukrotnie podejmowano debatę nad zmianą strefy czasowej – za każdym razem zakończoną zachowaniem status quo. Na niektórych wyspach leżących na Oceanie Spokojnym na wschód od południka 180° (tj. na półkuli zachodniej), jak Tokelau czy Tonga związki polityczno-ekonomiczne z państwami wschodniej półkuli (Australia, Nowa Zelandia) spowodowały zaadaptowanie niestandardowych stref, jak UTC+14:00, które poprzez przesunięcie o 24 godziny w przód względem standardowych dla tych długości stref typu UTC-10:00, zapewniają spójność daty z tymi krajami (jednocześnie powstaje jednak różnica nawet 26 godzin między tymi wyspami a podobnie położonymi terytoriami, w których te strefy nie funkcjonują).

## Czas letni
Na faktyczny czas w poszczególnych krajach wpływ ma także przestrzeganie bądź nie czasu letniego. W jego wyniku część krajów dokonuje w okresie letnim (odmiennym dla półkuli północnej i południowej) przestawienia czasu o godzinę w przód względem standardowego. Data dokonania zmiany często jest przy tym odmienna dla różnych terytoriów – na północ od równika zmianę na czas letni wykonuje się w marcu lub kwietniu, a odwrotną w okresie od września do listopada, na południe od równika czas letni wprowadza się we wrześniu lub październiku, a powrót następuje między lutym a kwietniem. Zdarza się, że czas letni obowiązuje jedynie w części kraju (np. w Kanadzie zmiany nie dokonuje się między innymi w prowincji Saskatchewan).

## Linia zmiany daty
Międzynarodowa linia zmiany daty przebiega wzdłuż granicy stref od UTC+12:00 do +14:00 i UTC-12:00, częściowo pokrywając się z południkiem 180°. Czas obowiązujący na terytoriach położonych na zachód od tej linii jest przesunięty o dobę do przodu względem czasu terytoriów położonych na wschód od niej; np. na Fidżi (UTC+12:00) jest zawsze ta sama godzina co na wyspie Baker (UTC-12:00), choć data stale różni się o jeden dzień.

## Lista stref czasowych i terytoriów w nich leżących

### UTC-12:00
Strefa całoroczna
- Baker
- Howland

### UTC-11:00
Strefa całoroczna
- Jarvis
- Kingman
- Midway
- Niue
- Palmyra
- Samoa Amerykańskie

### UTC-10:00
Strefa całoroczna
- Johnston
- Polinezja Francuska (Wyspy Tubuai, Tuamotu, Wyspy Towarzystwa)
- Stany Zjednoczone (Hawaje)
- Wyspy Cooka

Półkula północna. Czas letni: UTC-9:00
- Stany Zjednoczone (Aleuty)

### UTC-09:30
Strefa całoroczna
- Polinezja Francuska (Markizy)

### UTC-09:00
Strefa całoroczna
- Polinezja Francuska (Wyspy Gambiera)

Półkula północna. Czas letni: UTC-8:00
- Stany Zjednoczone (Alaska)

### UTC-08:00
Strefa całoroczna
- Wyspa Clippertona
- Pitcairn

Półkula północna. Czas letni: UTC-7:00
- Kanada (zachód)
- Meksyk (Kalifornia Dolna)
- Stany Zjednoczone (zachód)

### UTC-07:00
Strefa całoroczna
- Meksyk (Sonora)
- Stany Zjednoczone (Arizona)

Półkula północna. Czas letni: UTC-6:00
- Kanada (środkowy zachód)
- Meksyk (zachód)
- Stany Zjednoczone (środkowy zachód)

### UTC-06:00
Strefa całoroczna
- Belize
- Chile (Wyspa Wielkanocna)
- Ekwador (Prowincja Galápagos)
- Gwatemala
- Honduras
- Kanada (Saskatchewan)
- Kostaryka
- Nikaragua
- Salwador

Półkula północna. Czas letni: UTC-5:00
- Kanada (środkowy wschód)
- Meksyk (środek i wschód)
- Stany Zjednoczone (środkowy wschód)

### UTC-05:00
Strefa całoroczna
- Ekwador
- Jamajka
- Haiti
- Kajmany
- Kolumbia
- Panama
- Peru

Półkula północna. Czas letni: UTC-4:00
- Bahamy
- Kanada (środkowy wschód) – EST
- Kuba
- Stany Zjednoczone (wschód) – EST
- Turks i Caicos

### UTC-04:00
Strefa całoroczna
- Anguilla
- Antigua i Barbuda
- Antyle Holenderskie
- Aruba
- Barbados
- Boliwia
- Brazylia (zachód)
- Brytyjskie Wyspy Dziewicze
- Dominika
- Dominikana
- Gwadelupa
- Grenada
- Gujana
- Kanada (wschodni Quebec)
- Martynika
- Montserrat
- Portoryko
- Saint Kitts i Nevis
- Saint Lucia
- Saint Vincent i Grenadyny
- Trynidad i Tobago
- Wenezuela
- Wyspy Dziewicze Stanów Zjednoczonych

Półkula północna. Czas letni: UTC-3:00
- Bermudy
- Grenlandia (Qaanaaq, Baza kosmiczna "Pituffik")
- Kanada (wschód)

Półkula południowa. Czas letni: UTC-3:00
- Argentyna (prowincja San Luis)
- Brazylia (środek)
- Chile
- Falklandy
- Paragwaj

### UTC-03:30
Półkula północna. Czas letni: UTC-2:30
- Kanada (Nowa Fundlandia)

### UTC-03:00
Strefa całoroczna
- Argentyna (bez prowincji San Luis)
- Brazylia (północny wschód)
- Gujana Francuska
- Surinam
- Urugwaj

Półkula północna. Czas letni: UTC-2:00
- Saint-Pierre i Miquelon

Półkula południowa. Czas letni: UTC-2:00
- Brazylia (południowy wschód)

### UTC-02:00
Strefa całoroczna
- Brazylia (wyspy atlantyckie)
- Georgia Południowa i Sandwich Południowy

Półkula północna. Czas letni: UTC-1:00
- Grenlandia (większość obszaru)

### UTC-01:00
Strefa całoroczna
- Republika Zielonego Przylądka

Półkula północna. Czas letni: UTC+0:00
- Portugalia (Azory)

### UTC±00:00
Strefa całoroczna
- Burkina Faso
- Gambia
- Ghana

- Grenlandia (Danmarkshavn, Park Narodowy Grenlandii i okolice)

- Gwinea
- Gwinea Bissau

- Islandia
- Liberia
- Mali
- Mauretania
- Senegal
- Sierra Leone
- Togo
- Wybrzeże Kości Słoniowej
- Wyspa Bouveta

- Wyspa Świętej Heleny, Wyspa Wniebowstąpienia i Tristan da Cunha

- Wyspy Świętego Tomasza i Książęca

Półkula północna. Czas letni: UTC+1:00
- Guernsey
- Hiszpania (Wyspy Kanaryjskie, Hiszpańskie posiadłości w Afryce Północnej)
- Irlandia
- Jersey
- Portugalia
- Wielka Brytania
- Wyspa Man
- Wyspy Owcze

### UTC+01:00
Strefa całoroczna
- Algieria
- Angola
- Benin
- Czad
- Demokratyczna Republika Konga (zachód)
- Gabon
- Gwinea Równikowa
- Kamerun
- Kongo

Strefy czasowe w Europie

- Maroko (w czasie Ramadanu +0:00)
- Niger
- Nigeria
- Republika Środkowoafrykańska
- Sahara Zachodnia (w czasie Ramadanu +0:00)
- Tunezja

Półkula północna. Czas letni: UTC+2:00
- Albania
- Andora
- Austria
- Belgia
- Bośnia i Hercegowina
- Chorwacja
- Czarnogóra
- Czechy
- Dania
- Francja
- Gibraltar
- Hiszpania
- Holandia
- Jan Mayen
- Kosowo
- Liechtenstein
- Luksemburg
- Macedonia Północna
- Malta
- Monako
- Niemcy
- Norwegia
- Polska
- San Marino
- Serbia
- Słowacja
- Słowenia
- Svalbard
- Szwajcaria
- Szwecja
- Watykan
- Węgry
- Włochy

Półkula południowa. Czas letni: UTC+2:00
- Brak od września 2017[3].

### UTC+02:00
Strefa całoroczna
- Botswana
- Burundi
- Demokratyczna Republika Konga (wschód)
- Egipt
- Libia
- Lesotho
- Malawi
- Mozambik
- Namibia (od września 2017)[3]
- Południowa Afryka
- Rosja (Obwód królewiecki)
- Rwanda
- Eswatini
- Zambia
- Zimbabwe

Półkula północna. Czas letni: UTC+3:00
- Akrotiri i Dhekelia
- Bułgaria
- Cypr
- Cypr Północny[4]
- Estonia
- Finlandia
- Grecja
- Izrael
- Jordania
- Liban
- Litwa
- Łotwa
- Mołdawia
- Palestyna
- Rumunia
- Syria
- Ukraina

### UTC+03:00
Strefa całoroczna
- Arabia Saudyjska
- Bahrajn
- Białoruś
- Dżibuti
- Erytrea
- Etiopia
- Francuskie Terytoria Południowe i Antarktyczne (Wyspy Rozproszone)
- Irak
- Jemen
- Katar
- Kenia
- Komory
- Kuwejt
- Madagaskar
- Majotta
- Rosja (większość europejskiej części kraju)
- Somalia
- Sudan
- Sudan Południowy
- Tanzania
- Turcja
- Uganda

### UTC+03:30
Półkula północna. Czas letni: UTC+4:30
- Iran

### UTC+04:00
Strefa całoroczna
- Armenia
- Azerbejdżan
- Francuskie Terytoria Południowe i Antarktyczne (Wyspy Crozeta)
- Gruzja
- Mauritius
- Oman
- Reunion
- Rosja (Obwód samarski i Udmurcja)
- Seszele
- Zjednoczone Emiraty Arabskie

### UTC+04:30
Strefa całoroczna
- Afganistan

### UTC+05:00
Strefa całoroczna
- Francuskie Terytoria Południowe i Antarktyczne (Wyspy Kerguelena oraz Święty Paweł i Amsterdam)
- Kazachstan
- Malediwy
- Rosja (zachodnia część azjatycka)
- Tadżykistan
- Turkmenistan
- Uzbekistan
- Wyspy Heard i McDonalda

Półkula północna. Czas letni: UTC+6:00
- Pakistan

### UTC+05:30
Strefa całoroczna
- Indie
- Sri Lanka

### UTC+05:45
Strefa całoroczna
- Nepal

### UTC+06:00
Strefa całoroczna
- Bangladesz
- Bhutan
- Brytyjskie Terytorium Oceanu Indyjskiego
- Kirgistan
- Rosja (Kraj Ałtajski, obwód nowosybirski, obwód omski, obwód tomski i Republika Ałtaju)

### UTC+06:30
Strefa całoroczna
- Mjanma
- Wyspy Kokosowe

### UTC+07:00
Strefa całoroczna
- Indonezja (zachód)
- Kambodża
- Laos
- Mongolia (zachód)
- Rosja (środkowo-zachodnia część azjatycka)
- Tajlandia
- Wietnam
- Wyspa Bożego Narodzenia

### UTC+08:00
Strefa całoroczna
- Australia (Australia Zachodnia)
- Brunei
- Chiny
- Filipiny
- Indonezja (środek)
- Malezja (środek)
- Mongolia (środek i wschód)
- Rosja (Obwód irkucki, Buriacja i Kraj Zabajkalski)
- Singapur
- Tajwan

### UTC+08:45
- Australia (Eucla)

### UTC+09:00
Strefa całoroczna
- Indonezja (wschód)
- Japonia
- Korea Południowa
- Korea Północna
- Palau
- Rosja (środkowa część azjatycka)
- Timor Wschodni

### UTC+09:30
Strefa całoroczna
- Australia (Terytorium Północne)

Półkula południowa. Czas letni: UTC+10:30
- Australia (Australia Południowa)

### UTC+10:00
Strefa całoroczna
- Australia (Queensland)
- Guam
- Mariany Północne
- Mikronezja (zachód)
- Papua-Nowa Gwinea
- Rosja (środkowy wschód)

Półkula południowa. Czas letni: UTC+11:00
- Australia (południowy wschód)

### UTC+10:30
Półkula południowa. Czas letni: UTC+11:00
- Australia (Lord Howe)

### UTC+11:00
Strefa całoroczna
- Mikronezja (wschód)
- Nowa Kaledonia
- Rosja (wschodnia Jakucja)
- Vanuatu
- Wyspy Salomona

### UTC+11:30
Strefa całoroczna
- Norfolk

### UTC+12:00
Strefa całoroczna
- Fidżi
- Kiribati (Wyspy Gilberta)
- Nauru
- Rosja (daleki wschód)
- Tuvalu
- Wake
- Wallis i Futuna
- Wyspy Marshalla

Półkula południowa. Czas letni: UTC+13:00
- Nowa Zelandia

### UTC+12:45
Półkula południowa. Czas letni: UTC+13:45
- Nowa Zelandia (Wyspy Chatham)

### UTC+13:00
Strefa całoroczna
- Kiribati (Wyspy Feniks)
- Tonga

Półkula południowa. Czas letni: UTC+14:00
- Samoa

### UTC+14:00
Strefa całoroczna
- Kiribati (Line Islands)